# Sublet
Sublet  é um filme de drama LGBT de 2020 dirigido por Eytan Fox. As filmagens ocorreram em Tel Aviv, Israel, local onde a história se situa.
Sublet teve a sua estreia mundial no Festival de Cinema de Tribeca em abril de 2020, onde concorreu na categoria de International Narrative Competition. Por causa da pandemia COVID-19, a exibição foi exclusivamente online. Em março de 2021, o filme estreou na Europa, fazendo parte da seleção oficial do festival britânico BFI Flare, novamente com sessões virtuais.

## Enredo
Michael (John Benjamin Hickel), um homem de meia idade, é colunista de viagem no New York Times, e ex-autor de um ensaio bestseller sobre o pico da AIDS em Nova Iorque, que lhe causou a perda de um amigo. Depois de uma tragédia, Michael viaja durante cinco dias para Tel Aviv, e em vez de se hospedar num hotel, subarrenda o apartamento de Tomer (Niv Nissim), um jovem estudante de cinema com uma vida boémia. O choque geracional e as personalidades contrastantes faz com que ambos questionem as suas vidas.